# Divize D 1989/1990
V soubojích 25. ročníku Moravskoslezské divize D 1989/90 (jedna ze skupin 4. fotbalové ligy) se utkalo 16 týmů každý s každým dvoukolovým systémem podzim–jaro. Tento ročník začal v srpnu 1989 a skončil v červnu 1990.

## Nové týmy v sezoně 1989/90
- Ze III. ligy – sk. B 1988/89 sestoupilo do Divize D mužstvo TJ Spartak PS Přerov.
- Z Jihomoravského krajského přeboru 1988/89 postoupilo vítězné mužstvo TJ Spartak Jihlava.[1]
- Ze Severomoravského krajského přeboru 1988/89 postoupilo vítězné mužstvo TJ Sigma Dolní Benešov.[2]

## Konečná tabulka
Zdroj: 
| Poř. | Tým                            | Z  | V  | R  | P  | VG | OG | B  |
| ---- | ------------------------------ | -- | -- | -- | -- | -- | -- | -- |
| 1.   | TJ Sigma Dolní Benešov (N)     | 30 | 19 | 5  | 6  | 55 | 25 | 43 |
| 2.   | TJ Železárny Prostějov         | 30 | 18 | 7  | 5  | 55 | 34 | 43 |
| 3.   | TJ Baník 1. máj Karviná        | 30 | 13 | 9  | 8  | 52 | 37 | 35 |
| 4.   | TJ Sigma ZTS Olomouc „B“       | 30 | 12 | 9  | 9  | 55 | 33 | 33 |
| 5.   | SKP Spartak Hradec Králové „B“ | 30 | 11 | 8  | 11 | 46 | 42 | 30 |
| 6.   | TJ Spartak PS Přerov (S)       | 30 | 11 | 8  | 11 | 52 | 52 | 30 |
| 7.   | TJ Spartak Jihlava (N)         | 30 | 11 | 8  | 11 | 33 | 41 | 30 |
| 8.   | TJ Slavoj Bruntál              | 30 | 10 | 8  | 12 | 42 | 42 | 28 |
| 9.   | TJ Sigma Hranice               | 30 | 9  | 9  | 12 | 42 | 44 | 27 |
| 10.  | TJ Vítkovice „B“               | 30 | 8  | 11 | 11 | 45 | 49 | 27 |
| 11.  | TJ Slavia Orlová-Lutyně        | 30 | 10 | 7  | 13 | 37 | 42 | 27 |
| 12.  | TJ Jiskra Kyjov                | 30 | 8  | 12 | 10 | 30 | 35 | 26 |
| 13.  | TJ Tatran Fosfa Poštorná       | 30 | 10 | 6  | 14 | 31 | 45 | 26 |
| 14.  | TJ Spartak Hulín               | 30 | 9  | 8  | 13 | 34 | 52 | 26 |
| 15.  | TJ NH Ostrava                  | 30 | 5  | 15 | 10 | 30 | 44 | 25 |
| 16.  | TJ Slezan Frýdek-Místek        | 30 | 9  | 4  | 17 | 26 | 48 | 22 |

Poznámky:
- Z = Odehrané zápasy; V = Vítězství; R = Remízy; P = Prohry; VG = Vstřelené góly; OG = Obdržené góly; B = Body; (S) = Mužstvo sestoupivší z vyšší soutěže; (N) = Mužstvo postoupivší z nižší soutěže (nováček)

|  | Postup do III. ligy – sk. B 1990/91                  |
|  | Přechod do Divize C 1990/91                          |
|  | Sestup do Severomoravského krajského přeboru 1990/91 |
|  | B-mužstvo zrušeno                                    |